# Sainte-Anastasie (Cantal)
Sainte-Anastasie é uma ex-comuna francesa na região administrativa de Auvérnia-Ródano-Alpes, no departamento de Cantal. Estendeu-se por uma área de 15,75 km². Em 2010 a comuna tinha 140 habitantes (densidade: 8,9 hab./km²).
Em 1 de dezembro de 2016 foi fundida com as comunas de Celles, Chalinargues, Chavagnac e Neussargues-Moissac para a criação da nova comuna de Neussargues en Pinatelle.